# Run into the Light
Run into the Light là EP thứ hai của nữ ca sĩ kiêm nhạc sĩ Ellie Goulding, phát hành độc quyền trên iTunes Store vào nầy 30 tháng 10 năm 2010 bởi Polydor Records. Đĩa bao gồm 6 bản phối lại của các bài hát trong album đầu tay của Goulding, Lights, bốn bản trước đó chưa từng được phát hành.
Để đánh dấu sự hợp tác giữa Goulding và Nike, Goulding đã phát hành một bản phối dài 30 phút mang tên Run into the Light trên iTunes vào tháng 9 năm 2011. Được phối lại bởi Alex Metric, bản phối là một bản nhạc dành cho những người chạy bộ.

## Danh sách bài hát
| STT | Nhan đề                                           | Sáng tác                            | Sản xuất                          | Thời lượng |
| --- | ------------------------------------------------- | ----------------------------------- | --------------------------------- | ---------- |
| 1.  | "Run into the Light Medley"                       |                                     |                                   | 30:06      |
| 2.  | "This Love (Will Be Your Downfall)" (Mille Remix) | Ellie Goulding Starsmith            | Starsmith Mille [a]               | 5:31       |
| 3.  | "Guns and Horses" (Monsieur Adi Remix)            | Goulding John Fortis                | Starsmith Monsieur Adi [a]        | 4:22       |
| 4.  | "Lights" (Fear of Tigers Remix)                   | Goulding Richard Stannard Ash Howes | Stannard Howes Fear of Tigers [a] | 4:54       |
| 5.  | "Salt Skin" (Alex Metric Remix)                   | Goulding Starsmith                  | Starsmith Metric [a]              | 5:00       |
| 6.  | "Starry Eyed" (Russ Chimes Remix)                 | Goulding Jonny Lattimer             | Starsmith Chimes [a]              | 4:41       |
| 7.  | "Under the Sheets" (Jakwob Remix)                 | Goulding Starsmith                  | Starsmith Jakwob [a]              | 5:35       |

Chú thích
- ^[a]  chỉ người phối nhạc

## Xếp hạng
| Bảng xếp hạng (2010) | Vị trí cao nhất |
| -------------------- | --------------- |
| UK Albums Chart      | 102             |